# 涂醒哲
涂醒哲（英語：Twu Shiing-jer，1951年6月17日—），臺灣政治人物，民主進步黨籍，生於嘉義縣朴子市，現任財團法人生物技術開發中心董事長、財團法人台灣紅絲帶基金會創辦人兼董事長，曾任嘉義市市長、立法委員、醫師。

## 早期生活

### 家庭背景
涂醒哲的父親涂炳榕(數學老師)，母親為涂侯彩娥。涂醒哲有4個兄弟姊妹。
祖父涂爐在嘉義朴子，經常分文不取地為窮苦的鄉親問診看病，以醫學專長不遺餘力地濟弱扶貧。涂醒哲從小受祖父的影響相當深刻，在這樣的家庭環境耳濡目染之下，形塑了他升學及人生的志向。

### 求學與工作歷程
涂醒哲先後畢業於嘉義崇文國小、縣嘉中（現嘉義國中）到嘉義高中。1969年嘉中畢業後應屆保送臺灣大學醫學系，並於1976年畢業，1978年在臺灣大學拿到預防醫學碩士。
1986年至1995年十年間，獲得美國加州大學洛杉磯分校公共衛生學哲學博士並擔任臺大醫院內科兼任主治醫師，更在1991年陪同臺灣醫界大老中研院院士李鎮源教授在臺灣大學醫學院門口靜坐，成功促成廢除鉗制言論自由的刑法第100條，親身參與並見證臺灣由威權體制邁向民主國家。
1996年，涂醒哲在陳水扁臺北市長任內任職臺北市政府衛生局局長，直到1998年陳水扁市長任期結束為止。他出任台北衛生局長時，首創台北市「婦女健康年」，積極推動女性子宮頸抹片檢查，早期發現治療子宮頸癌，第一年就發現2000多個病例。之後，這項政策擴大為全國性活動，蔚為知名的「六分鐘護一生」，拯救許多女性同胞的生命。
衛生局局長生涯告一段落後，涂醒哲進入中央政府改任行政院衛生署防疫處處長，不久後升任為行政院衛生署疾病管制局副局長。2000年民主進步黨執政後，復升任為行政院衛生署疾病管制局局長。涂醒哲擔任行政院疾病管制局長時，為了減少民眾手部接觸傳染的危險，在全國宣導「濕搓沖捧擦」的洗手五步驟，讓孩童遠離腸病毒。
2002年，涂醒哲就任行政院衛生署副署長，同年的9月，成為代理署長，接任全民健康保險職務空缺。涂醒哲在行政院衛生署服務時，致力於推動老人流感疫苗施打，保障全國老人生命安全。
涂醒哲卸任衛生署代理署長一職後，陸續擔任有給職之國策顧問、台灣聯合國協進會理事長、台灣醫界聯盟秘書長等。他致力推動台灣加入世界衛生組織，努力拓展台灣在國際間的能見度。

### SARS事件
在政府公共衛生領域，涂醒哲曾因SARS事件而受挫，2003年5月17日受SARS疫情影響使其自行請辭行政院衛生署代理署長。
而後，前台灣醫界聯盟基金會辦公室主任高志文出版書籍《恐慌，在政治瘟疫蔓延時》內容指出，涂醒哲及接任他的陳建仁兩位對事情的堅持常使得他們自己遭受來自臺灣媒體及臺北市政府的批評。例如：涂醒哲堅持不要隨便把SARS訂為法定傳染病，因為原先的防疫手段只要確實執行就足以阻止SARS；而將SARS訂為法定傳染病後，醫療系統反而會為避免犯法通報過多疑似SARS的病患造成不必要的恐慌，並且讓整個醫療系統嚴重超載。

### 創立紅絲帶基金會
2005年，涂醒哲發起創立台灣紅絲帶基金會；2019年8月，涂醒哲再任董事長。

## 投入政壇

### 立法委員
參選2007年民主進步黨全國不分區立法委員。在2007年5月6日的民進黨立法委員初選黨員投票部份，獲得14,484票，排名第4，僅次於高志鵬、薛凌和王幸男。民調部份則排名第二，僅次於蔡煌瑯；兩項總和排名第二，僅次於高志鵬，於2008年2月1日就任立法委員。
公民監督國會聯盟辦理立委評鑑，依出席率、提案率、發言率等量化指標排序出各委員會的前三名，與表現不佳的「待觀察」立委。
- 第七屆立法委員任期出席紀錄：2008年4/1-4/30院會應出席4次，委員會應出席13次，總計17次，缺席0次。[6]

### 競選嘉義市長

#### 2009年縣市長選舉
- 2009年1月21日，通過民進黨2009年縣市長提名，代表民主進步黨參選第八屆嘉義市市長。敗給國民黨籍時任市長黃敏惠。

2009年嘉義市市長選舉得票分布。

| 2009年嘉義市市長選舉結果 | 2009年嘉義市市長選舉結果 | 2009年嘉義市市長選舉結果 | 2009年嘉義市市長選舉結果 | 2009年嘉義市市長選舉結果 | 2009年嘉義市市長選舉結果 | 2009年嘉義市市長選舉結果 |
| 號次                     | 候選人                   | 政黨                     | 得票數                   | 得票率                   | 當選標記                 |                          |
| ------------------------ | ------------------------ | ------------------------ | ------------------------ | ------------------------ | ------------------------ | ------------------------ |
| 1                        | 黃敏惠                   | 中國國民黨               | 69,962                   | 52.20%                   |                          |                          |
| 2                        | 林聖芬                   | 無黨籍                   | 2,801                    | 2.09%                    |                          |                          |
| 3                        | 涂醒哲                   | 民主進步黨               | 61,268                   | 45.71%                   |                          |                          |
| 選舉人數                 | 選舉人數                 | 選舉人數                 | 202,581                  | 202,581                  | 202,581                  |                          |
| 投票數                   | 投票數                   | 投票數                   | 135,641                  | 135,641                  | 135,641                  |                          |
| 有效票                   | 有效票                   | 有效票                   | 134,031                  | 134,031                  | 134,031                  |                          |
| 無效票                   | 無效票                   | 無效票                   | 1,610                    | 1,610                    | 1,610                    |                          |
| 投票率                   | 投票率                   | 投票率                   | 66.96%                   | 66.96%                   | 66.96%                   |                          |

#### 2014年中華民國直轄市長及縣市長選舉

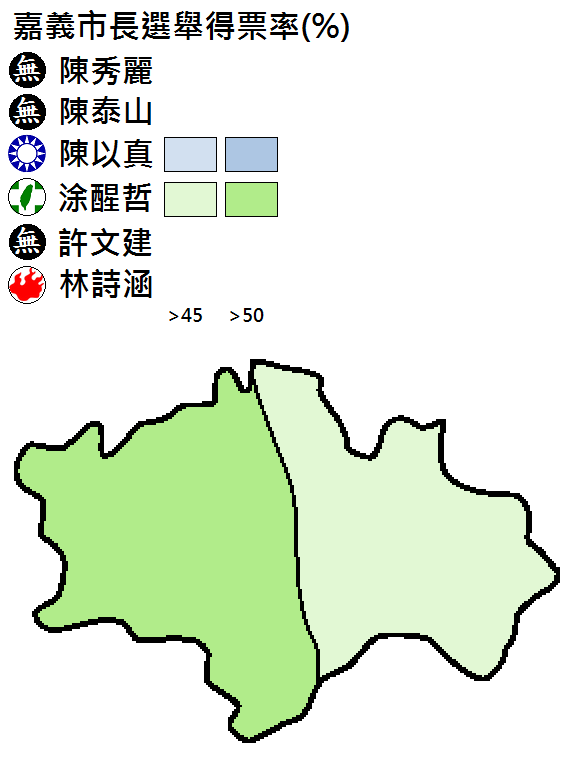
2014年嘉義市市長選舉得票分布。

- 2014年4月23日，涂醒哲再度通過提名，代表民進黨參選2014年底的嘉義市市長選舉。
- 2014年8月16日，涂醒哲宣布，因逢母喪之故，他的選舉行程將全部暫停。
- 2014年11月3日，涂醒哲的女兒為涂醒哲創作競選主題曲「幸福嘉義」[7]，並擔綱主唱。涂巧吟作詞作曲的「幸福嘉義」。
- 2014年11月29日，涂醒哲打敗國民黨籍候選人陳以真，成為嘉義市升格後首位男性民選市長。

| 1        | 陳秀麗   | 無黨籍         | 633票    | 0.44%                         |                               |
| 2        | 陳泰山   | 無黨籍         | 786票    | 0.54%                         |                               |
| 3        | 陳以真   | 中國國民黨     | 66,108票 | 45.50%                        |                               |
| 4        | 涂醒哲   | 民主進步黨     | 74,698票 | 51.41%                        | 當選                          |
| 5        | 許文建   | 無黨籍         | 330票    | 0.23%                         |                               |
| 6        | 林詩涵   | 人民民主黨     | 2,747票  | 1.89%                         |                               |
| 選舉日期 | 選舉日期 | 2014年11月29日 | 選舉人數 | 208,099人                     | 208,099人                     |
| 投票率   | 投票率   | 70.96%         | 投票人數 | 有效：145,302人 無效：2,356人 | 有效：145,302人 無效：2,356人 |

#### 2018年中華民國直轄市長及縣市長選舉
原本不被看好的涂醒哲在2014年在柯文哲效應的外溢之下意外當選市長，但任內出現一些爭議，施政滿意度偏低，此屆選舉國民黨多人跳出希望挑戰，前市長黃敏惠勝出國民黨初選得到提名，而民進黨一度傳出希望換人參選，最後涂醒哲的潛在競爭者相繼放棄挑戰的情況下，獲民進黨提名連任。被國民黨視為知名度不足的蕭淑麗不甘心再度讓路，故脫離國民黨參選，民進黨秘書長洪耀福聲稱在國民黨分裂下，涂醒哲可以一拼。
選前韓國瑜（時任高雄市黨部主委）在嘉義市大力助選，儘管蕭淑麗大打拔管議題、指控黃敏惠上屆不盡力輔選而要為陳以真討公道等，但由於「韓流」效應的外溢，加上大環境執政不佳、年金改革、一例一休、同婚等法案修改引發民怨，再加上時任台北農產運銷公司總經理吳音寧、農委會錯誤決策導致菜價崩盤等因素持續發酵，使國民黨亦擺平反黃敏惠的勢力後，保眷村票倉發酵，選舉開票黃敏惠以些微差距領先，最後以二千多票的微幅差距勝選，為嘉義市升格為省轄市以來，第二位當選第三屆任期的市長。

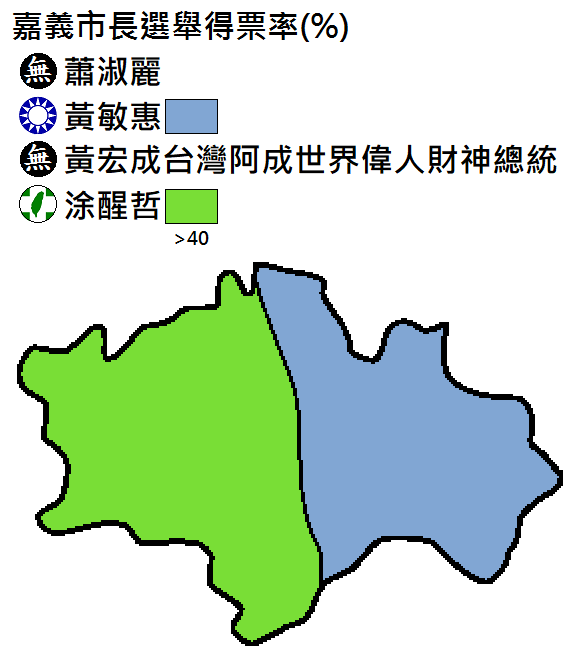
2018年嘉義市長選舉得票分布。

| 1        | 蕭淑麗                          | 無黨籍         | 25,572票 | 17.98%                        |                               |
| 2        | 黃敏惠                          | 中國國民黨     | 58,558票 | 41.18%                        | 當選                          |
| 3        | 黃宏成台灣阿成 世界偉人財神總統 | 無黨籍         | 1,822票  | 1.28%                         |                               |
| 4        | 涂醒哲                          | 民主進步黨     | 56,256票 | 39.56%                        |                               |
| 選舉日期 | 選舉日期                        | 2018年11月24日 | 選舉人數 | 212,843人                     | 212,843人                     |
| 投票率   | 投票率                          | 67.91%         | 投票人數 | 有效：142,208人 無效：2,326人 | 有效：142,208人 無效：2,326人 |

### 嘉義市長（2014年～2018年）

#### 垂楊路公車專用道
對於垂楊路的公車專用道政策，涂醒哲說，垂楊路公車專用道從2008年1月啟用自2014年，造成塞車跟車輛左右轉的危險性，衍生民怨，所以廢除公車專用道是必要的，他強調廢除公車專用道將交由公民參與或公民投票方式決定。
在涂醒哲上任嘉義市市長後，廢止垂楊路段BRT專用車道（大客車專用道），開放給一般汽車使用通行，將路權還給市民。涂醒哲說，垂楊路大客車專用道自2008年上路至今，使用效益不高，BRT公車每20分鐘一班，卻佔用1線專用車道，排擠開車族空間。候車亭設在路中央，老弱婦孺過馬路險象環生。他指出，2012年市府已編預算打掉BRT，卻未執行。
嘉義市警察局統計，2015與2014年同期，垂楊路交通事故並沒有增加；嘉義市政府交通觀光處表示，有計算過開放專用道通行，公車行駛垂楊路時間，平均僅多1分鐘，狀況比想像中順暢。對此狀況，民眾大多肯定，開小車民眾覺得順暢許多，BRT司機反映廢專用道，不靠站時反而能開出來。
嘉義市垂楊路的大客車專用道終止後，開放一般車輛行駛，然而嘉義市政府發現對於公車候車站台是否由路中央遷移到道路兩側的人行道，市民的意見南轅北轍，嘉義市政府遂展開為期五天的iVoting，了解民意。結果顯示五成六的以機車騎士為大宗的民眾支持維持公車候車站台於路中央的現狀。也有網友建議嘉義市政府應該先讓民眾了解公車候車站台遷移與不遷移的利弊得失，再讓民眾做決定。

## 選舉紀錄
| 年度 | 選舉屆數             | 選舉區                                 | 所屬政黨   | 得票數    | 得票率 | 當選標記 | 備註 |
| ---- | -------------------- | -------------------------------------- | ---------- | --------- | ------ | -------- | ---- |
| 2008 | 第七屆立法委員選舉   | 全國不分區及僑居國外國民立法委員選舉區 | 民主進步黨 | 3,610,106 | 36.91% |          |      |
| 2009 | 第八屆嘉義市市長選舉 | 嘉義市                                 | 民主進步黨 | 61,268    | 45.71% |          |      |
| 2014 | 第九屆嘉義市市長選舉 | 嘉義市                                 | 民主進步黨 | 74,698    | 51.41% |          |      |
| 2018 | 第十屆嘉義市市長選舉 | 嘉義市                                 | 民主進步黨 | 56,256    | 39.56% |          |      |

## 相關事件

### 受到舔耳案牽連
2002年8月6日，小吃店老闆鄭可榮受友人丁瑞豐邀請，至錢櫃KTV聚會，陪“內閣長官”（當時衛生署人事室主任屠豪麟）喝酒唱歌。鄭可榮在包廂內遭此所謂長官以舔耳及親吻之方式對其性騷擾。鄭可榮於9月初向立委李慶安助理葉志強提及，並向李慶安陳情。李慶安認定衛生署署長涂醒哲就是該內閣長官，10月1日將陳情書交付行政院長游錫堃，同時將消息提供予媒體，《東森新聞》從立委李慶安手中，拿到鄭可榮與其友人丁瑞豐的通話錄音帶，很快就搞清楚那位“內閣長官”的身份。游錫堃交待秘書長劉世芳打電話給涂醒哲當面求證。涂醒哲堅決否認此事。游錫堃立即打電話給立委李慶安說明，並表示他可以指示涂醒哲親自向李慶安解釋清楚，但李慶安當下拒絕。涂醒哲10月1日立即開記者會澄清，8月6日當晚到中興醫院探望母親後即回家與父親共餐，並沒到過KTV，希望李慶安和鄭可榮與他公開對質。10月2日、3日丁瑞豐、媒體人張景為分別打電話給李慶安表示涉案者並不是涂醒哲。然而李慶安在10月3日、4日仍與鄭可榮召開記者會公開指控涂醒哲。涂醒哲4日趕到李慶安記者會現場當面對質，李慶安仍堅稱涂醒哲就是對鄭性騷擾者。10月4日後經司法務部政風司調查後，時任衛生署人事室主任屠豪麟坦承自己是舔耳者。 
《聯合報》與《中國時報》等媒體以頭版頭條大幅報導本事件，電子媒體也出動SNG車隨著兩大當事人在台北街頭上演追逐戰。藍營的立委們群起攻之，炮轟陳水扁政府。此事件之媒體效應所引起的軒然大波，造成涂醒哲名譽受損，以及媒體公器與社會資源浪費。
涂醒哲不滿名譽權受損，向李慶安、鄭可榮、徐群瑛等人提出告訴，並控告李慶安等人誹謗。刑事部份，檢方認為李慶安與鄭可榮等人在召開記者會前有透過管道進行「查證」，因此並非故意誹謗，給予不起訴處分。在民事部份，台北地方法院審理認為，李慶安誤認前衛生署長涂醒哲就是對男子鄭可榮強吻舔耳的人，一再舉行記者會爆料，且在獲得騷擾者另有其人的訊息後，卻仍與鄭可榮執意指涂醒哲涉案，造成涂醒哲名譽受損，故判決李慶安與鄭可榮應連帶賠償涂醒哲新台幣60萬元。
涂醒哲原向李慶安等人求償5,000萬元，故預繳50萬元裁判費用，獲判賠60萬，但須負擔80分之一訴訟費用，即49萬餘元，還得另付律師費，故他打贏官司，實質上卻可能僅能獲賠數千元。涂醒哲表示，法官宣判的誹謗賠償金額60萬元，還不到求償金額4,875萬的2％，此判決似乎只補償訴訟費用約60萬元，不包括補償名譽及精神損失，這種判決不但對他自己與家人不公平、不正義，對台灣人民也無公道、無是非。他重申，上訴所得賠償金額將捐作公義與公益之用。涂醒哲律師蔡茂松表示，李慶安及鄭可榮等人未明真相，就對涂醒哲嚴厲批評，涂醒哲本人、妻子及母親因此身心備受煎熬，且引起部分媒體競相追逐不實新聞報導，浪費社會資源，這樣的判決與被害人受損害程度「落差太大」，涂醒哲雖爭得個理字，但無法獲實質賠償，
案經雙方提起上訴後，台灣高等法院判命李慶安、鄭可榮二人再連帶賠償新台幣40萬元；但因發現涂醒哲確非涉及性騷擾之人後，李、鄭二人已經以召開記者會、發表聲明稿的方式向原告道歉，因此針對要求二人在報紙上刊登道歉的訴求，二個審級的判決均予駁回。
對媒體佯稱於案發時看見涂醒哲在KTV內的運動器材商人徐群瑛，依誹謗罪判刑9個月，並判賠涂醒哲125萬元確定，但因他名下無財產，涂醒哲也未獲賠。屠豪麟被依強制猥褻罪判刑七個月，緩刑兩年確定，並被調職。
涂醒哲於2008年出版《舔耳秘密檔案之性、謊言、錄音帶》一書詳述被抹黑的經過，他表示出書是希望社會重新檢討「舔耳案」，杜絕抹黑文化，讓台灣更進步。

### 主張用藥者除罪化
2010年4月28日，立法院司法委員會審議《毒品危害防制條例》修正草案時，時任立委的涂醒哲主張「用藥者除罪化」，國民黨立委呂學樟質詢時，則請涂醒哲站上官員備詢台，以方便兩人討論，結果變成「執政黨立委質詢在野黨立委」的畫面。

### 前市府衛生局長
嘉義市衛生局長黃維民將於2017年8月1日返回國立中正大學重拾教職，然而在這之前，嘉義市衛生局內部的簡訊，黃說：「事實上我並沒有辭職，我是被逼走的」。
涂醒哲回應指出，因黃維民的身體不適，重要場合多由副局長或科長出席，對醫界不夠尊重，要出去和人折衝、出國考察等也無法成行，造成政務推動上的困擾等。涂醒哲在聲明稿中肯定黃維民上任兩年，有能力領導衛生局運作，個性也逐漸平穩，但對於開創型事情，需要更多局長親力親為的事情，還是力有未逮，未來嘉義市要開始衝刺，將對他身心壓力增大，認為他做靜態研究、教學工作對社會貢獻更大，因此向中正大學校長拜託，讓黃維民能夠回到學校任職。
據傳嘉義市衛生局長黃維民將被免職、回任中正大學教職，市議員王美惠在臨時會質詢，分別送花給黃維民、嘉義市長涂醒哲，希望本是「麻吉」的兩人重修舊好，不料晚間9點多，黃傳1,287字的簡訊給友人，強調他當局長是因有專業訓練跟完整學歷，「不是中風憂鬱」，披露涂醒哲「指示」不續聘具國民黨色彩的約聘雇人員、罵科長笨蛋、採購疫苗指示配合藥商「建議」修改規格時，他都提醒涂避免不法，是烏鴉嘴才難免令人厭煩、避之惟恐不及。
然而隨著風波越演越烈，涂醒哲表示，黃維民種種不實言論，尤其疫苗採購一事，無的放矢！不僅影射圖利特定廠商，更抹煞了市府團隊這兩年半來的努力與成果，凸顯黃維民個人對政務官權責的錯亂認知，並構陷其原本帶領的衛生局團隊，其前部屬歡送他當天，卻把他們推入司法的坑洞中，因此不得不告。
涂醒哲告黃維民誹謗，嘉義地檢署不起訴，後向台南高分檢聲請再議又被駁回。

## 外部連結
- 涂醒哲的Facebook專頁
- 涂醒哲官方網站
- 涂醒哲udn部落格 （页面存档备份，存于）
- YouTube上的涂醒哲頻道
- . 新頭殼 Newtalk. 1970-01-01  [2018-04-02]. （原始内容存档于2020-11-24） （中文）.

| 中華民國政府職務 | 中華民國政府職務                                 | 中華民國政府職務 |
| ---------------- | ------------------------------------------------ | ---------------- |
| 行政院           |                                                  |                  |
| 前任： 李明亮    | 衛生署署長 第八任 2002年9月1日－2003年5月17日    | 繼任： 陳建仁    |
| 嘉義市政府       |                                                  |                  |
| 前任： 黃敏惠    | 嘉義市市長 第九屆 2014年12月25日－2018年12月25日 | 繼任： 黃敏惠    |